# Zdzisław Najder

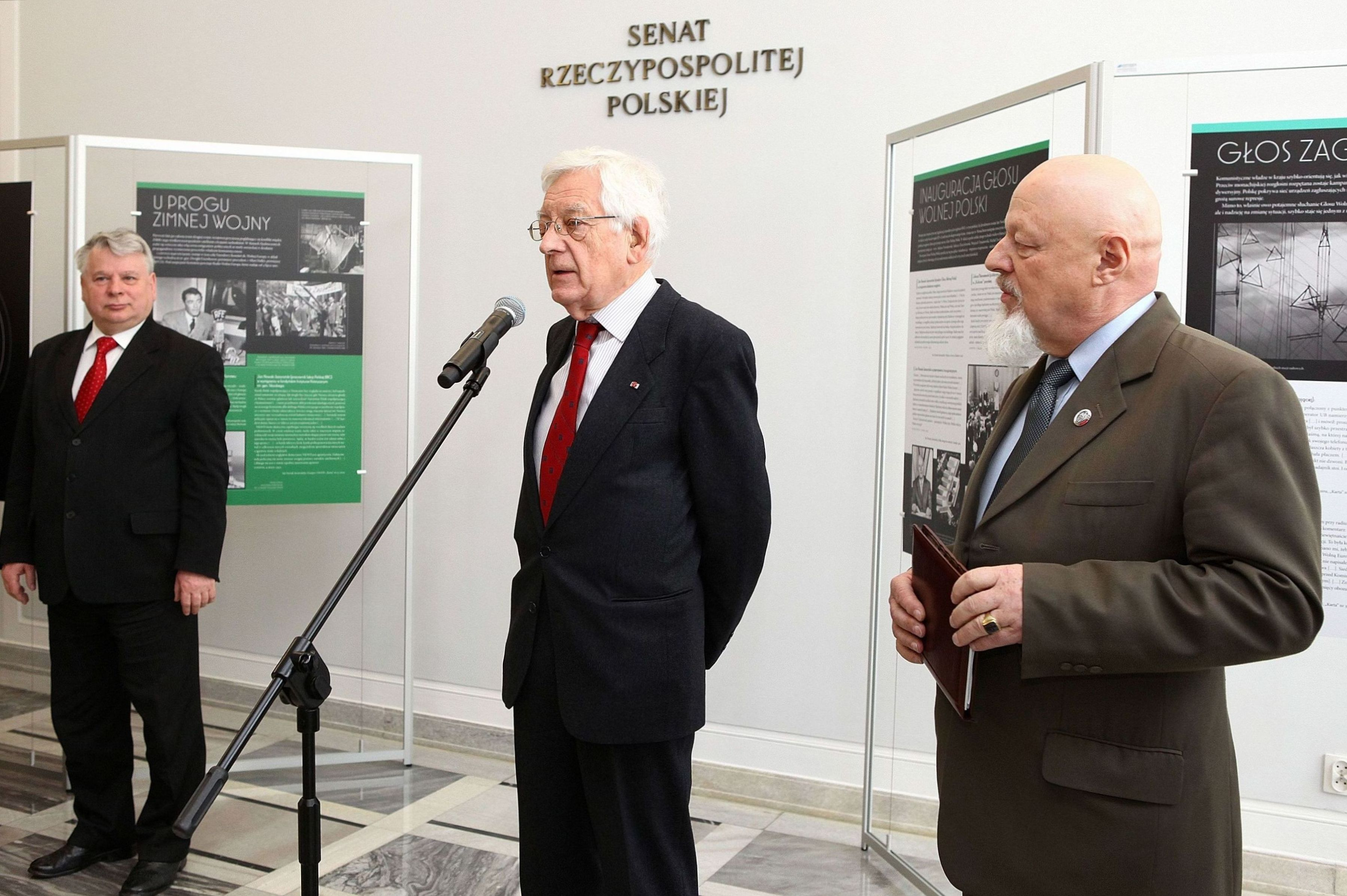
Zdzisław Najder podczas otwarcia wystawy Głos Wolnej Europy w Senacie RP (2012)

Zdzisław Marian Najder (ur. 31 października 1930 w Warszawie, zm. 15 lutego 2021 tamże) – polski historyk literatury, profesor nauk humanistycznych, wykładowca m.in. Uniwersytetu Columbia i Uniwersytetu Yale, opozycjonista w czasach Polskiej Rzeczypospolitej Ludowej, założyciel Polskiego Porozumienia Niepodległościowego, w latach 1982–1987 dyrektor Rozgłośni Polskiej Radia Wolna Europa. Mąż tłumaczki Haliny Najder.

## Życiorys
Urodził się na warszawskim Powiślu w rodzinie o korzeniach socjalistycznych. Dziadkowie ze strony matki byli  członkami Organizacji Bojowej PPS. Dziadek zginął w 1906 podczas zamachu bombowego. Ojcem chrzestnym matki był brat Stefana Okrzei. Pod koniec 1943 wyjechał z matką do Wolborza pod Piotrkowem Trybunalskim, gdzie mieszkał brat ojca.

### Wykształcenie i działalność naukowa
W latach 1945–1947 uczęszczał do gimnazjum i liceum im. Bolesława Chrobrego w Piotrkowie Trybunalskim. Absolwent VI Liceum Ogólnokształcącego im. Tadeusza Reytana w Warszawie (1949)
.
W 1952 ukończył studia w zakresie filozofii, a w 1954 w zakresie historii literatury polskiej na Uniwersytecie Warszawskim. Później studiował na Uniwersytecie Oksfordzkim, gdzie zdobył kolejno tytuły licencjata, magistra i, w 1970, doktora literatury polskiej i filozofii. W 1977 uzyskał habilitację z literaturoznawstwa, a w 1998 prezydent RP nadał mu tytuł naukowy profesora nauk humanistycznych.
Od 1952 do 1957 był pracownikiem naukowym w Instytucie Badań Literackich Polskiej Akademii Nauk. W latach 1957–1959 i 1969–1981 członek redakcji miesięcznika „Twórczość”. W 1958 został pracownikiem naukowo-dydaktycznym w Katedrze Estetyki UW, skąd w 1959 został zwolniony. W latach 1965–1997 był wykładowcą literatury polskiej i angielskiej oraz filozofii na uniwersytetach zagranicznych (m.in. Columbia i Yale’a). Od 1997 był pracownikiem naukowo-dydaktycznym w Wyższej Szkole Języków Obcych i Ekonomii w Częstochowie, a także w Instytucie Filologii Angielskiej Uniwersytetu Opolskiego. W 2003 przeszedł na emeryturę. Był profesorem zwyczajnym i wykładowcą Wyższej Szkoły Europejskiej im. ks. Józefa Tischnera w Krakowie.
Wśród jego zainteresowań badawczych była m.in. twórczość Josepha Conrada. W 1983 roku ukazała się jego biografia Conrada Joseph Conrad: A Chronicle, uznana przez niektórych krytyków za jedną z ważniejszych pozycji poświęconych pisarzowi.

### Działalność polityczna
Działał w polskiej opozycji demokratycznej. Na przełomie lat 1975/1976 założył Polskie Porozumienie Niepodległościowe. W styczniu 1976 roku podpisał list protestacyjny do Komisji Nadzwyczajnej Sejmu PRL przeciwko zmianom w Konstytucji Polskiej Rzeczypospolitej Ludowej. We wrześniu 1980 przystąpił do „Solidarności”. W momencie wprowadzenia stanu wojennego w Polsce przebywał w Oksfordzie, nie zdecydował się na powrót do Polski i dzięki rekomendacji Jana Nowaka-Jeziorańskiego został dyrektorem polskiej sekcji Radia Wolna Europa. 
Publikował w "Kulturze" (jako "Marian Kowalski", "Bronisław Lasocki", "Socjusz"), "Spotkaniach", "Arce" oraz w paryskim "Kontakcie" (pod pseudonimem "Exul", 1987-89 - członek redakcji). 
Wyrokiem sądu Warszawskiego Okręgu Wojskowego z 28 maja 1983 został skazany zaocznie na karę śmierci za rzekome szpiegostwo na rzecz amerykańskich służb wywiadowczych, dokonywane podczas swojego zamieszkiwania w Polsce i za granicą, oraz orzeczono wobec niego pozbawienie praw publicznych i konfiskatę mienia. Wyrok uchylono w 1989. Na stanowisku szefa polskiej sekcji pozostał do 1987 r.
Podejrzewany o związki z masonerią, czemu zaprzeczał „Nigdy nie byłem”, przyznając zarazem, że „znał ludzi, którzy mieli taką opinię”, a „jego entuzjazm dla europejskiej integracji bywał interpretowany jako kosmopolityzm”.
Po upadku PRL w 1989 r. powrócił do Polski. Został przewodniczącym Komitetu Obywatelskiego przy Lechu Wałęsie (1990–1991) i Krajowego Komitetu Obywatelskiego (1991–1992). Był doradcą prezydenta Lecha Wałęsy i premiera Jana Olszewskiego. W 1992 r., po odwołaniu rządu Jana Olszewskiego, Zdzisław Najder przyznał, że w 1958 r. „samodzielnie zgodził się” na „dłuższe rozmowy” ze Służbą Bezpieczeństwa, które miały na celu „wprowadzenie SB w błąd i ukrywanie tego, co rzeczywiście robili moi przyjaciele (…) i co robiłem ja sam”. Ujawniono, że w latach 1958–1963 był ewidencjonowany przez SB jako tajny współpracownik „Zapalniczka”. Od 1998 r. był doradcą przewodniczącego Komitetu Integracji Europejskiej. W listopadzie 2016 przystąpił do stowarzyszenia Europejscy Demokraci.

### Działalność społeczna
Od 1956 do 1983 r. należał do Związku Literatów Polskich. W 1957 i 1958 r. uczestniczył w spotkaniach Klubu Krzywego Koła; w 1958 został członkiem PEN Clubu. W latach 1991–1993 był prezesem Klubu Atlantyckiego, a 1992–1997 Instytutu Obywatelskiego. 30 kwietnia 2009 Minister Kultury i Dziedzictwa Narodowego powołał go na członka pierwszej kadencji (2009–2013) Rady Muzeum II Wojny Światowej w Gdańsku. Był prezesem Klubu Weimarskiego w Warszawie, a także członkiem Stowarzyszenia Pisarzy Polskich (od 1989) i Polskiego Towarzystwa Conradowskiego (od 1994).

## Odznaczenia
- Krzyż Komandorski Orderu Odrodzenia Polski – 1983, nadany przez władze RP na uchodźstwie[13]
- Odznaka Honorowa „Bene Merito” – 2010[14]
- Kawaler Legii Honorowej – Francja, 2005[15]
- Nagroda im. Adama Mickiewicza przyznawana przez Trójkąt Weimarski (2009)[12]